# جورج جیکوبز
سر جورج جیکوبز (به انگلیسی: George Jacobs, Sr.) ‏ (۱۶۲۰ - ۱۶۹۲) یکی افرادی بود که در جریان محاکمات جادوگری در سیلم در سیلم، ماساچوست در سال ۱۶۹۲ به جادوگری متهم و گناهکار شناخته شدند. وی در ۱۹ اوت ۱۶۹۲ به دار آویخته شد. پسر وی نیز در جریان این محاکمات متهم شد، ولی با فرار از شهر دستگیر نشد. عروس و نوه وی مارگارت از جمله شاکیان این دادگاه بودند.

## محکومیت جرج
نقاشی زیر که توسط تامپکینز اچ متیسون که در سال ۱۸۵۵، بر اساس توضیحات نوه جورج جیکوبز کشیده شده است. با حرکت اشاره گر خود روی نقاشی شما می‌توانید جورج را که توسط پسرش (که او هم نامش جورج است) در حال تسلی داده شدن است تشخیص دهید. نقاشی با عنوان "محکومیت جورج جیکوبز، ۵ آگوست ۱۶۹۲"'

## نگارخانه

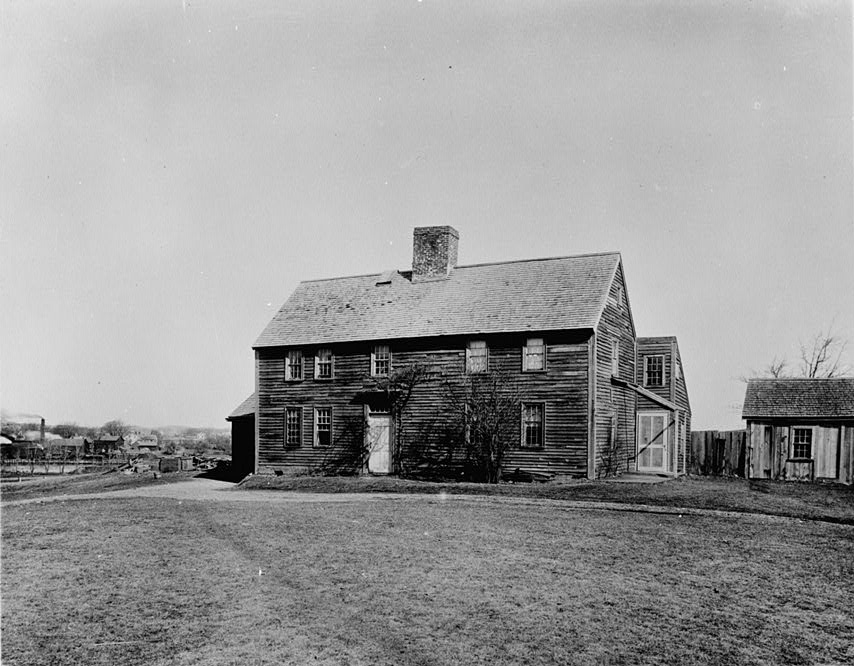
تصویری از خانه جورج جیکوبز در انتهای قرن ۱۹ یا ابتدای قرن ۲۰
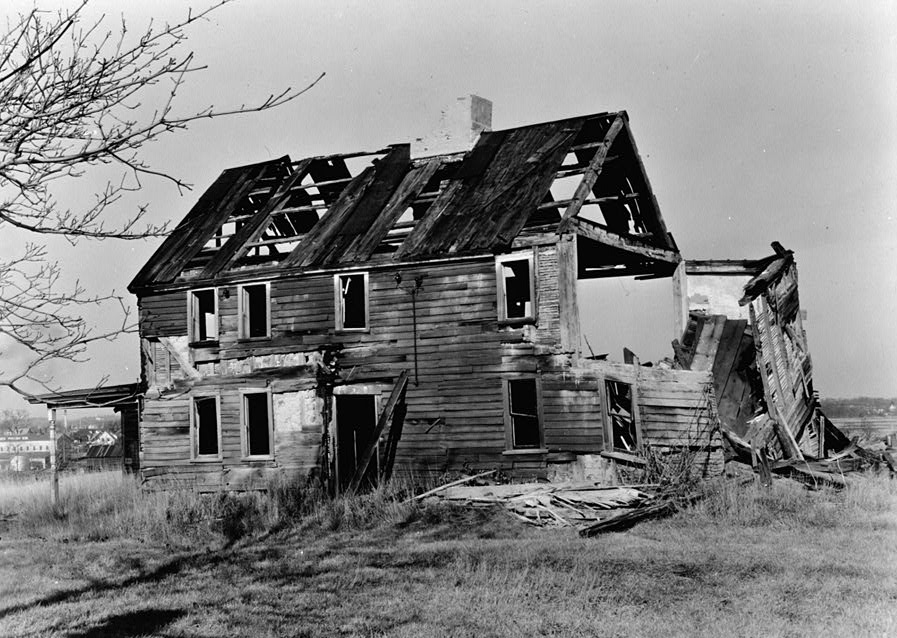
تصویر بقایای خانه در حوالی سال ۱۹۳۵، پیش از تخریب کامل آن در ۱۹۳۸